# Terina subfulva
Terina subfulva är en fjärilsart som beskrevs av W. Warren 1905. Terina subfulva ingår i släktet Terina och familjen mätare. Inga underarter finns listade i Catalogue of Life.